# Bornéu britânico

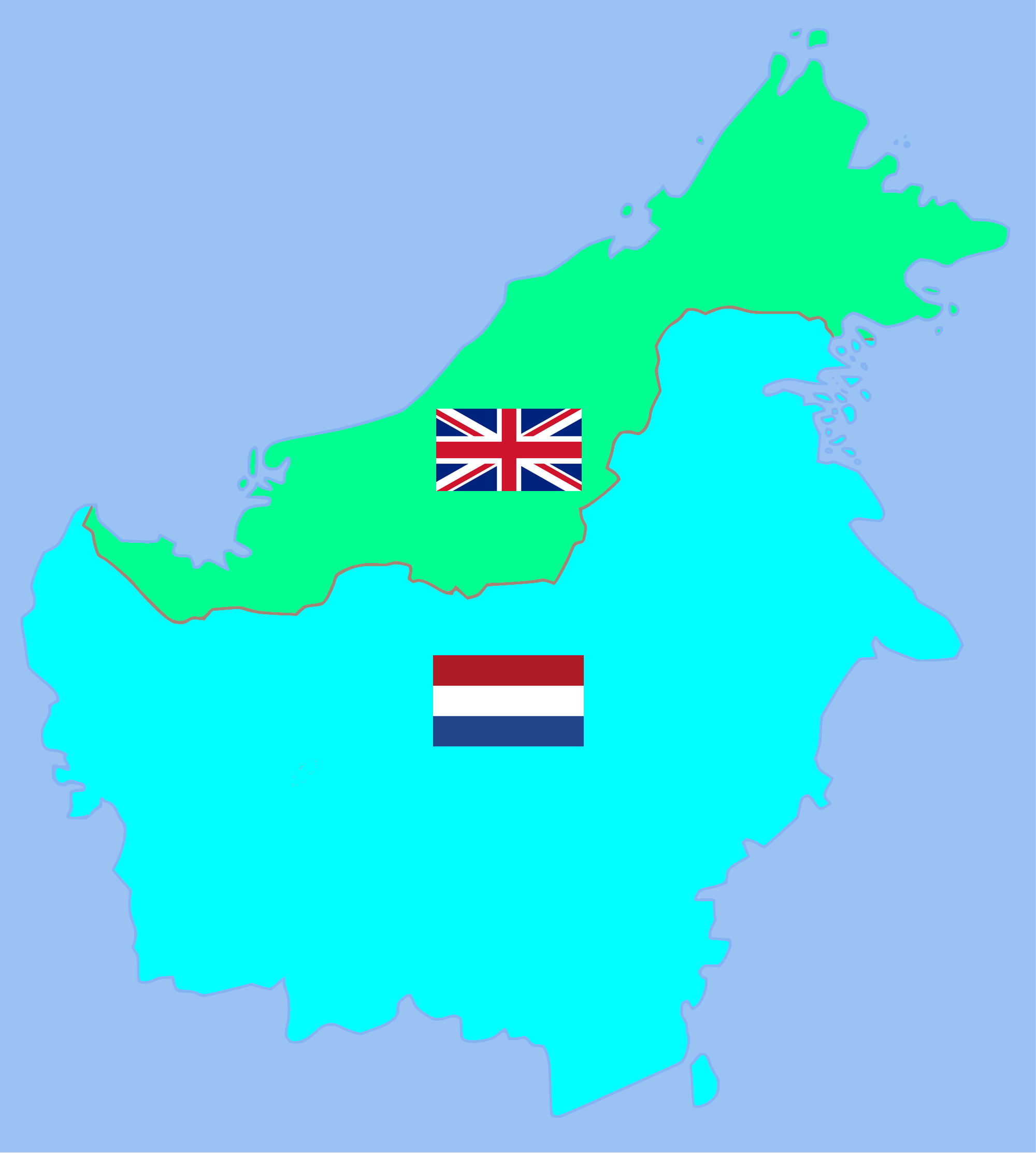
Bornéu britânico.
Bornéu neerlandês.

Bornéu britânico foi composto pelas quatro partes do norte da ilha de Bornéu que atualmente correspondem ao Brunei, Labuão, Sabá e Sarauaque. Durante o domínio colonial britânico até 1963, Sarauaque, Labuão e Sabá foram conhecidos como: Reino de Sarauaque (1841-1946) - Colônia da Coroa de Sarauaque (1946-1963) (atual Sarauaque), Colônia da Coroa de Labuão (1848-1946) (atual Labuão) e Bornéu do Norte (1881-1946) - Colônia da Coroa de Bornéu do Norte (1946- 1963) (atual Sabá).